# Hendrik Willem Mesdag

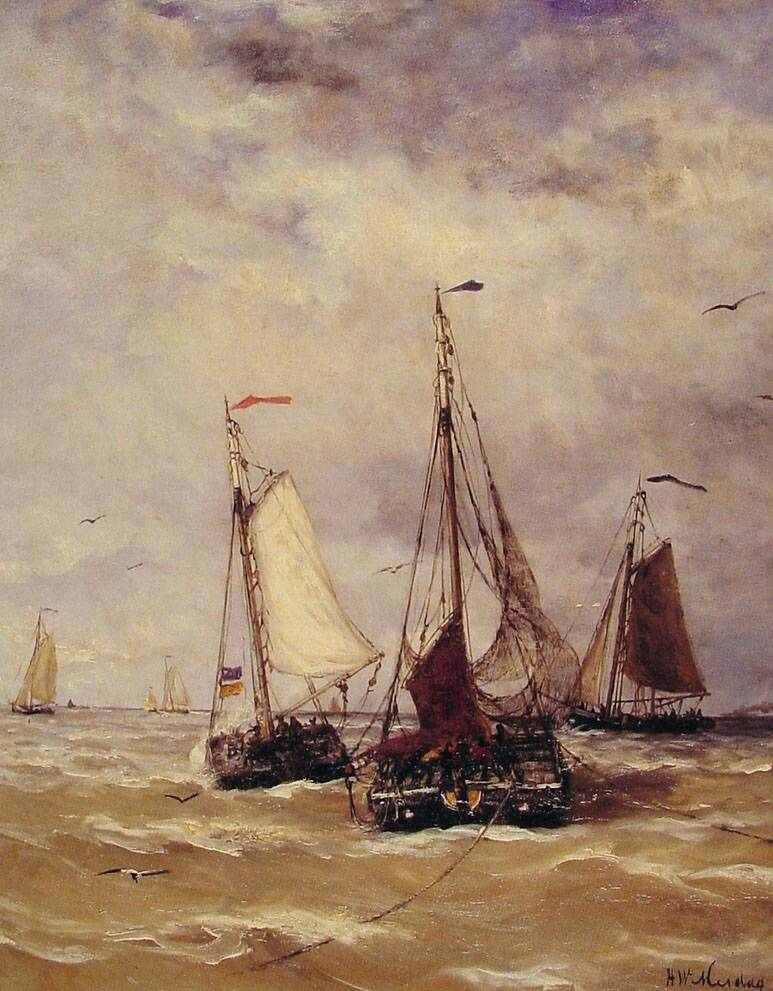
Przygotowania do wyjścia

Hendrik Willem Mesdag (ur. 23 lutego 1831 w Groningen, zm. 10 lipca 1915 w Hadze) – holenderski malarz marynista; wraz z żoną, malarką Sientje van Houten (1834–1909) zajmował się kolekcjonowaniem dzieł sztuki.  

## Życiorys
Urodził się w Groningen w rodzinie bankiera Klaasa Mesdaga. Malarstwem zainteresował go ojciec, który zachęcał go do amatorskiego malowania. Początkowo pracował w banku, w 1866 zajął się wyłącznie malarstwem i przeniósł się do Hagi. Był uczniem Willema Roelofsa. Malował realistyczne obrazy o tematyce morskiej.

## Panorama Mesdag
Jego najbardziej znanym dziełem jest Panorama Mesdag, jedna z największych panoram na świecie, przedstawiająca widok z roku 1881 na wybrzeże nad Morzem Północnym, Hagę i Scheveningen. Jest to cylindryczny obraz o wymiarach 14 m wysokości, 40 m średnicy i ok. 130 m obwodu. Panorama eksponowana jest w specjalnym budynku w północnej części muzeum Mauritshuis.

## Działalność kolekcjonerska
Wraz z żoną Sientje van Houten (1834–1909) stworzył pokaźną kolekcję dzieł sztuki, obejmującą prawie 350 obrazów, akwareli, rysunków i rycin współczesnych im artystów . W 1887 roku dla przechowywania zbiorów para wybudowała przydomowe muzeum, a w 1903 roku przekazała kolekcję i muzeum państwu .